# Lee Hsien Loong
Lee Hsien Loong (李顯龍T, 李显龙S, Lǐ XiǎnlóngP; Singapore, 10 febbraio 1952) è un generale e politico singaporiano, primo ministro di Singapore dal 12 agosto 2004 al 15 maggio 2024 con una lunga carriera governativa, nonché figlio maggiore dell'ex primo primo ministro di Singapore, Lee Kuan Yew.
Nei suoi primi due anni di governo ha adottato una settimana lavorativa di cinque giorni e ha esteso i giorni di congedo di maternità. La sua proposta di costruire due resort integrati a Singapore per aumentare le entrate del turismo ha portato allo sviluppo del Marina Bay Sands e Resorts World Sentosa. Dopo la Grande Recessione, nel giro di due anni ha supervisionato la ripresa economica del paese. Ulteriori riforme politiche nel 2010 hanno visto un aumento dell'attivismo online e del numero di deputati non elettorali (NCMP) in Parlamento.
Nel 2022, ha risposto all'invasione russa dell'Ucraina essendo l’unico paese del sud-est asiatico a imporre sanzioni alla Russia. Nello stesso anno, il suo governo abrogò la Sezione 377A dell’era coloniale, allora non ancora applicata, legalizzando de jure e de facto l'attività sessuale omosessuale. Lee è spesso indicato dai media internazionali come il leader statale più pagato al mondo.

## Biografia
Nato a Singapore nel febbraio 1952 quando era una colonia britannica, figlio maggiore di Lee Kuan Yew e Kwa Geok Choo e nipote di un negoziante Lee Chin Koon (1903–1995) e di uno chef, Chua Jim Neo (1905–1980). Sua madre ha origini dal distretto di Tong'an e Longhu mentre suo padre ha origini dalla contea di Dabu in Cina.
Lee ha studiato alla Nanyang Primary School e alla Catholic High School, dove suonava il clarinetto nella banda della scuola, e al National Junior College prima di ricevere la borsa di studio nel 1971 dalla Commissione per il servizio pubblico (PSC)  per studiare matematica al Trinity College, Università di Cambridge. Si è laureato nel 1974 con un Bachelor of Arts con il massimo dei voti (poi promosso a Master of Arts per anzianità) in matematica e un diploma in informatica (ora equivalente a un laurea magistrale in informatica) con lode. Il suo tutor universitario, Denis Marrian, in seguito descrisse Lee come "il matematico più brillante che avesse ammesso al college". Béla Bollobás disse che Lee "sarebbe stato un matematico ricercatore di livello mondiale", ma suo padre non se ne rese conto e convinse Lee a lasciare. 
Successivamente ha conseguito un Master in Pubblica Amministrazione presso la John F. Kennedy School of Government dell'Università di Harvard nel 1980.

## Carriera militare
Lee si unì alle Forze armate di Singapore (SAF) nel 1971 e prestò servizio come ufficiale tra il 1974 e il 1984, ricoprendo vari posti di staff e di comando, tra cui Direttore della direzione delle operazioni e dei piani congiunti e Capo di stato maggiore dello stato maggiore generale. Ha anche frequentato il Command and General Staff College dell'Esercito degli Stati Uniti a Fort Leavenworth nel 1978.
Lee scalò rapidamente i ranghi dell'esercito di Singapore, diventando il più giovane generale di brigata nella storia di Singapore dopo la sua promozione nel luglio 1983. In particolare, è stato messo al comando delle operazioni di salvataggio in seguito al disastro della funivia di Sentosa. Lee prestò servizio come ufficiale comandante del 23º battaglione di artiglieria di Singapore nell'esercito di Singapore prima di lasciare la SAF nel 1984 per la politica.

## Carriera politica
Cominciò così la carriera politica, entrò nel governo negli anni ottanta del XX secolo, fu vice-premier di Goh Chok Tong dal 1993, dal quale successe il 12 agosto 2004.
Durante gli anni '80, Lee era considerato il membro principale del successivo gruppo di nuovi leader nella transizione alla leadership del People's Action Party (PAP) che stava avvenendo a metà degli anni '80, poiché Lee Kuan Yew aveva dichiarato che si sarebbe dimesso come primo ministro nel 1984. Dopo le elezioni generali del 1984 , tutti i vecchi membri del Comitato esecutivo centrale, tranne Lee Kuan Yew, si dimisero il 1º gennaio 1985 .
Lee è stato eletto per la prima volta membro del Parlamento per il Teck Ghee SMC nel 1984, all'età di 32 anni. Successivamente è stato nominato Ministro aggiunto per il Commercio e l'Industria e Ministro aggiunto per la Difesa .
Nel 1985, Lee presiedette il comitato economico del governo, che raccomandò modifiche alle politiche governative stabilite per ridurre i costi aziendali, promuovere la crescita a lungo termine e rilanciare l'economia di Singapore, che all'epoca stava attraversando una recessione. Le raccomandazioni del comitato includevano riduzioni delle imposte sulle società e sulle persone fisiche e l'introduzione di un'imposta sui consumi .
Nel 1986, Lee è stato nominato Ministro ad interim del Commercio e dell'Industria. Nel 1987 è diventato membro a pieno titolo del Gabinetto come Ministro del Commercio e dell'Industria e Secondo Ministro della Difesa.

## Politica estera

### Cina
La politica del governo Lee nei confronti della Repubblica popolare cinese è stata caratterizzata da un'ampia cooperazione in progetti intergovernativi come il parco industriale di Suzhou, l'eco-città di Tianjin e l'iniziativa di connettività di Chongqing.  L’accordo di libero scambio Cina-Singapore, il primo di qualsiasi paese asiatico con la Cina, è entrato in vigore nel 2009 ed è stato aggiornato nel 2018, con nuove norme che disciplinano il commercio elettronico, la concorrenza leale e l’ambiente. Alle aziende di Singapore è stato inoltre concesso un maggiore accesso ai mercati cinesi, compreso il settore legale, negato invece ad altre nazioni.. Sotto il governo di Lee, Singapore è stato il maggiore investitore nell'iniziativa cinese Belt and Road e uno dei suoi primi sostenitori, avendo firmato un memorandum d'intesa nell'aprile 2018. Nell'aprile 2019, ha accettato di cooperare nel commercio con il ministro del Commercio e dell’Industria Chan Chun Sing e il sindaco di Shanghai Ying Yong. La Cina è il principale partner commerciale di Singapore dal 2013, con scambi che hanno raggiunto i 137,1 miliardi di dollari nel 2017.

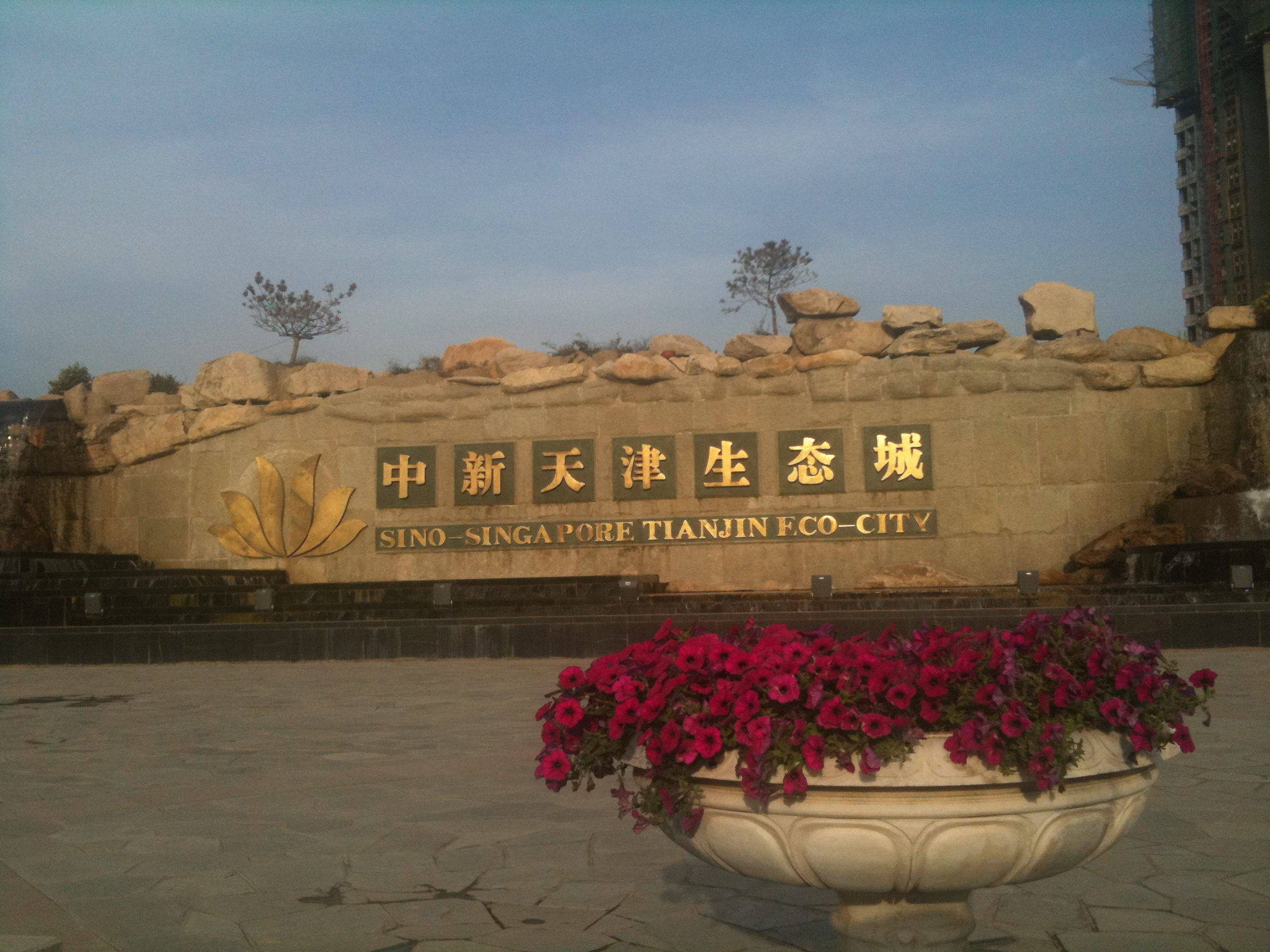
La Tianjin Eco-City è un progetto congiunto dei due governi per sviluppare una città rispettosa dell'ambiente e della conservazione delle risorse in Cina

Le relazioni bilaterali tra le due nazioni sotto Lee e le amministrazioni Hu Jintao e Xi Jinping sono state definite forti. Il governo di Lee aderisce formalmente alla politica della Cina unica, ribadendo di recente il principio che regola le sue relazioni con Taiwan nel gennaio 2020, nonostante il rifiuto dell'amministrazione indipendentista Tsai Ing-wen di riconoscere il consenso del 1992.  Nonostante le pressioni cinesi e le ripetute offerte di Hainan come sito alternativo, Singapore continua a inviare regolarmente truppe per addestrarsi a Taiwan nell’ambito del progetto Starlight e si aspetta che Pechino rispetti il suo diritto di farlo. Le relazioni tra le due nazioni si sono raffreddate nel 2016 dopo che Singapore ha espresso il suo sostegno alla sentenza del caso arbitrale nel Mar Cinese Meridionale da parte della Corte permanente di arbitrato tra Cina e Filippine, che aveva respinto le rivendicazioni cinesi sui "diritti storici" al mare; Singapore considera i mari circostanti come la sua ancora di salvezza ed è sensibile a qualsiasi tentativo di egemonia. Il 23 novembre 2016, il porto di Hong Kong ha sequestrato nove veicoli militari delle forze armate di Singapore che erano in viaggio da Taiwan a Singapore dopo un'esercitazione, in quello che divenne noto come "l'incidente Terrex". Entrambe le parti hanno minimizzato l'incidente e le risposte ufficiali sono state descritte come "relativamente attenuate", ma gli osservatori internazionali e locali hanno ampiamente interpretato il sequestro come un avvertimento a Singapore. I veicoli trattenuti sono stati infine rilasciati nel gennaio 2017 dopo che era stata ufficialmente considerata una violazione doganale sull'importazione. Da allora Singapore ha cercato di migliorare le sue relazioni con la Cina, firmando un accordo di difesa nell'ottobre 2019 per ampliare le esercitazioni militari con l'Esercito popolare di liberazione, fornire supporto logistico reciproco e aumentare gli scambi tra le due forze armate.

### Stati Uniti
Singapore ha strette relazioni politiche e di difesa con gli Stati Uniti ed è uno dei suoi partner bilaterali più forti nel sud-est asiatico. Gli Stati Uniti sono un importante fornitore di armi per Singapore, con 7,34 miliardi di dollari di vendite attive nell'ambito del sistema Foreign Military Sales a partire dal 2020. Singapore ha tradizionalmente considerato gli Stati Uniti come un garante fondamentale della stabilità e della sicurezza nell'Asia. La regione del Pacifico e il governo di Lee hanno portato avanti questa politica, sottolineando il ruolo degli Stati Uniti come importante contrappeso all'ascesa della Cina e alla sua crescente potenza militare.

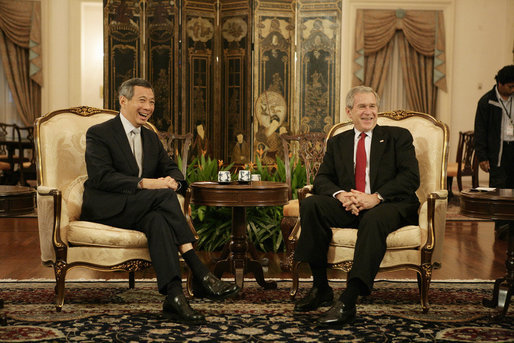
Lee con il presidente degli Stati Uniti George W. Bush nel novembre 2006

Le due nazioni hanno un patto di difesa risalente al memorandum d'intesa (MoU) del 1990, che ha consentito agli Stati Uniti l'accesso alle basi aeree e navali di Singapore e ha istituito il Logistics Group Western Pacific al Sembawang Terminal. Il 12 luglio 2005, Lee e il presidente George W. Bush hanno firmato l'accordo quadro strategico (SFA), che ha riconosciuto Singapore come "principale partner per la cooperazione in materia di sicurezza". Le due nazioni hanno concordato di affrontare le minacce del terrorismo e della proliferazione delle armi di distruzione di massa, promuovendo al contempo la cooperazione in materia di difesa e sicurezza. Nell'ambito della strategia Pivot to Asia dell'amministrazione Barack Obama, la Marina degli Stati Uniti ha effettuato diversi schieramenti di navi da combattimento costiere a Singapore dal 2014.

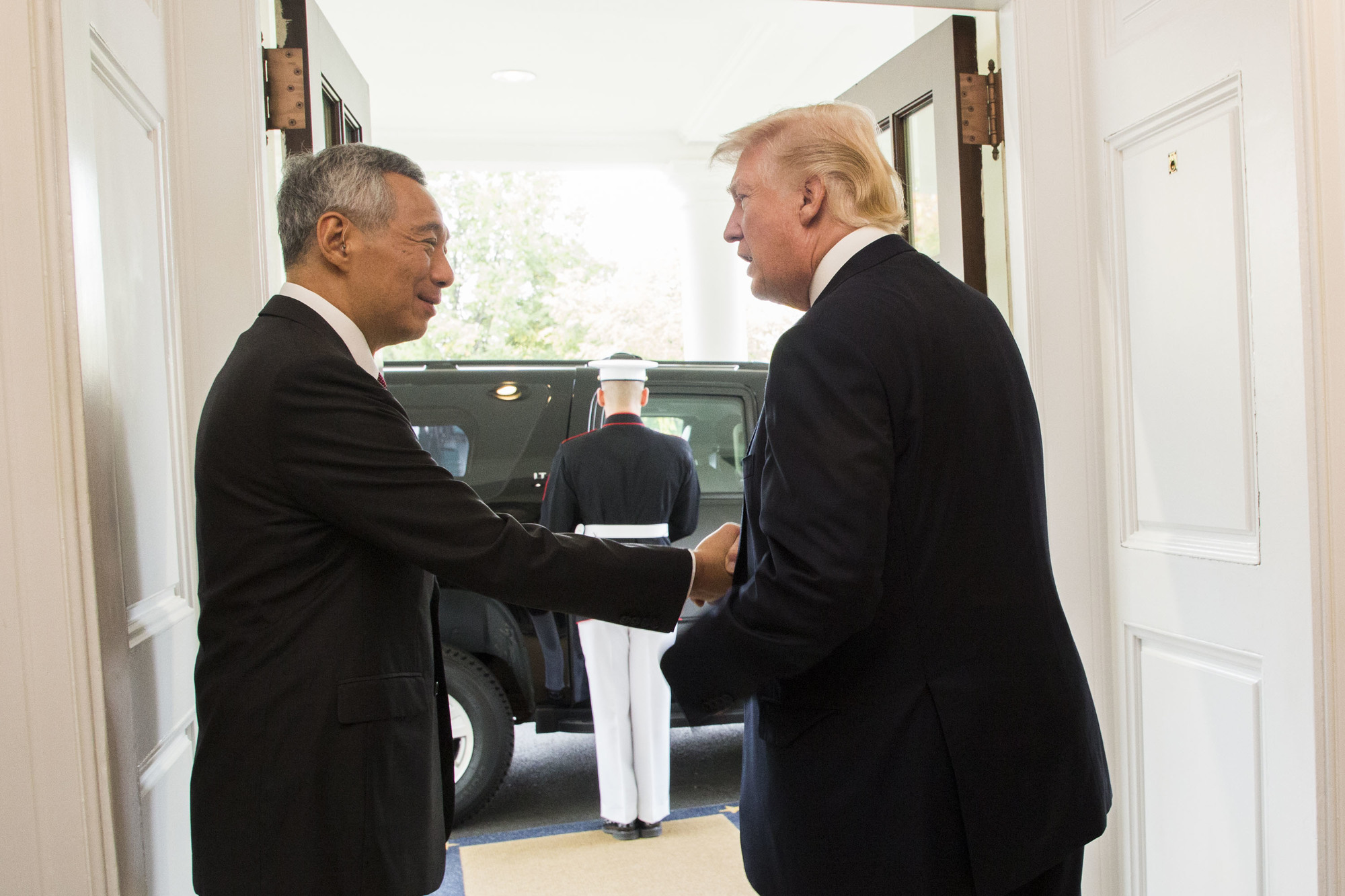
Lee con il presidente statunitense Donald Trump nell'ottobre 2017

Nel dicembre 2015, l'SFA è stato aggiornato quando il ministro della Difesa Ng Eng Hen e il Segretario alla Difesa Ashton Carter hanno firmato l'accordo di cooperazione in materia di difesa, che ha ampliato la cooperazione all'assistenza umanitaria e ai soccorsi in caso di calamità, alla difesa informatica, alla biosicurezza e alle comunicazioni pubbliche. Anche gli aerei di sorveglianza statunitensi P-8A Poseidon avevano sede a Singapore per la prima volta, cos a che secondo gli analisti era una risposta alle azioni della Cina nel Mar Cinese Meridionale, con Lee che ribadiva l'impegno di Singapore a "difendere i diritti di libertà di navigazione e di sorvolo". A sostegno dell'intervento militare degli Stati Uniti contro l'ISIS  l'aeronautica militare della Repubblica di Singapore ha anche contribuito al rifornimento aereo e al supporto logistico all'operazione Inherent Resolve. Nel settembre 2019, un anno prima della scadenza del protocollo d'intesa del 1990, Lee e l'amministrazione Donald Trump lo hanno rinnovato per altri 15 anni. 

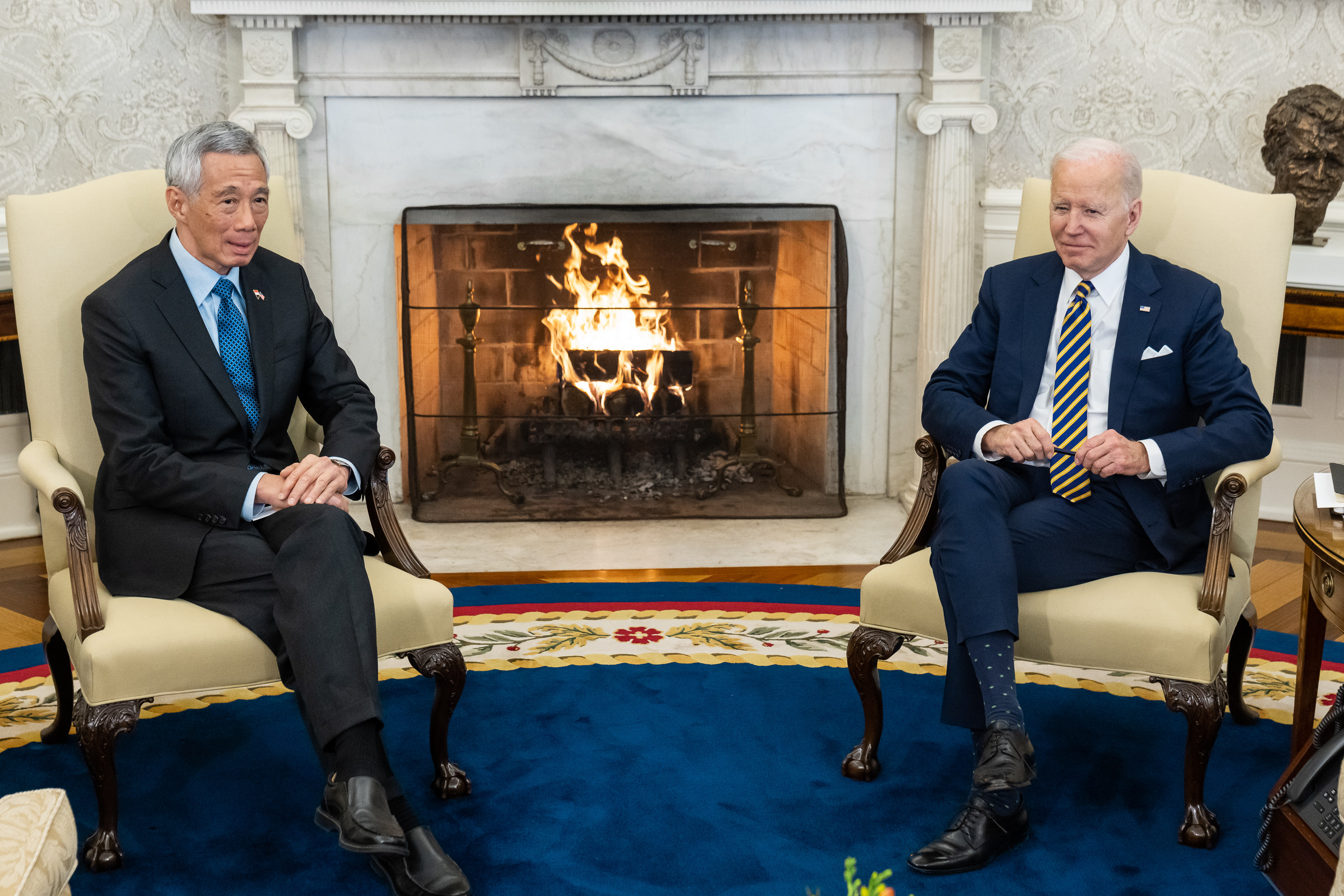
Lee con il presidente statunitense Joe Biden nel marzo 2022

Gli Stati Uniti sono il più grande investitore straniero di Singapore, con 15 miliardi di dollari investiti nel 2017 e azioni che hanno raggiunto i 274,3 miliardi di dollari. L'accordo di libero scambio Singapore-Stati Uniti è stato attuato nel gennaio 2004, con uno scambio commerciale che ha raggiunto i 45 miliardi di dollari nel 2016. Lee è stato un forte sostenitore del partenariato transpacifico, che era inteso ad abbassare le barriere tariffarie e non tariffarie al commercio e a istituire un meccanismo di risoluzione delle controversie tra investitori e Stato (ISDS); in molte occasioni ha esortato il Congresso degli Stati Uniti a ratificare l'accordo il prima possibile, aggiungendo che non farlo “influirebbe sulla posizione e sulla credibilità degli Stati Uniti” nel mondo. L'analista di Fitch Andrew Colquhoun ha affermato che l'adesione al patto avrebbe dato a Singapore un vantaggio rispetto agli stretti legami di Hong Kong con la Cina. Essendo un paese dipendente dal libero scambio, era “vitale” che Singapore conservasse un posto al tavolo delle trattative. L’accordo alla fine non è stato ratificato dopo che Trump è diventato presidente nel 2017 e ha ritirato gli Stati Uniti dal patto.

### Malaysia
La Malaysia ha avuto sei primi ministri e quattro cambi di governo da quando Lee è diventato primo ministro nel 2004. Lee ha cercato di migliorare le relazioni con la Malaysia dopo decenni di ostilità rafforzando l'integrazione economica e i collegamenti infrastrutturali dei paesi. Dal 2010, ha partecipato al ritiro annuale dei leader dei due paesi, organizzato per discutere questioni e migliorare il meccanismo di risoluzione delle controversie. Ma le relazioni bilaterali rimangono complesse e piene di controversie occasionali che coinvolgono l'approvvigionamento idrico, la bonifica dei terreni e le rivendicazioni territoriali sullo spazio aereo e marittimo. Per evitare di danneggiare le relazioni, sono stati compiuti sforzi per isolare le controversie irrisolte dalla cooperazione transfrontaliera che affronta la criminalità transnazionale, il terrorismo e il traffico di droga; ciò ha portato a una stretta collaborazione tra la polizia e le agenzie di sicurezza di Singapore e della Malaysia.
Nel maggio 2007, Lee ha concordato con il governo di Abdullah Badawi di investire nel progetto Iskandar Malaysia e di assistere nella costruzione di una zona turistica e industriale; il progetto è stato visto come un complemento all'economia di Singapore e una strategia per Singapore per espandersi economicamente nel suo immediato entroterra, con 20,57 miliardi di RM investiti a partire dal 2019. Nel settembre 2010, Lee e il primo ministro Najib Razak hanno risolto la lunga disputa sui terreni ferroviari della KTM, con la Malaysia che ha accettato di liberare una linea ferroviaria che attraversa l'isola fino alla stazione ferroviaria di Tanjong Pagar in cambio di lotti di terreno nel Central Business District e Marina South, da gestire congiuntamente.  Con la scadenza dell'accordo sull'acqua del 1961, nell'agosto 2011 Singapore ha consegnato gli impianti di trattamento dell'acqua di Skudai e Gunung Pulai al governo dello stato di Johor, segnando la fine di uno dei due accordi sull'acqua. Per alleviare la congestione sulla Johor-Singapore Causeway, che collega i due paesi, Lee ha rilanciato un piano dormiente del 1991 per collegare la rete MRT di Singapore a Johor Bahru nel 2011. Durante questo periodo, la Malaysia ha anche ripristinato un piano per collega Kuala Lumpur a Singapore tramite una rete ferroviaria ad alta velocità. Dopo studi tecnici preliminari congiunti su entrambi i progetti ferroviari, nel febbraio 2013 è stato deciso di procedere con la linea ferroviaria ad alta velocità Kuala Lumpur-Singapore (KL-SG HSR) e con il sistema di transito rapido Johor Bahru-Singapore (JB-SG RTS) nel dicembre 2016.
Dopo le elezioni generali malesi del 2018 e la caduta del governo Barisan Nasional, il governo Mahathir Mohamad ha ripetutamente ritardato i progetti ferroviari, citando il loro costo elevato e l'indebitamento finanziario. Lee ha ribadito la natura giuridicamente vincolante dei progetti comuni, che prevedevano un risarcimento a Singapore in caso di cancellazione, ma ha comunque aderito alla richiesta della Malaysia di una proroga per condurre una revisione. Nell'ottobre 2018, le tensioni sono aumentate quando la Malaysia ha esteso i limiti del porto di Johor Bahru oltre le sue rivendicazioni marittime del 1979 nelle acque illimitate al largo del settore bonificato di Tuas di Singapore. La disputa marittima si è verificata in concomitanza con la disputa sullo spazio aereo di Pasir Gudang, iniziata ai primi di dicembre; lo spazio aereo è sotto la sovranità della Malaysia, ma la gestione era stata precedentemente delegata a Singapore in un accordo del 1973. Nell'aprile 2019, il ministro dei trasporti Khaw Boon Wan e il suo omologo Anthony Loke hanno raggiunto un accordo congiunto per ripristinare lo status quo precedente su entrambe le controversie. La crisi politica malese del 2020 ha portato al crollo del governo di Pakatan Harapan e alla nomina di Muhyiddin Yassin a primo ministro. Da allora Singapore ha lavorato a stretto contatto con la Malaysia per combattere la pandemia di COVID-19 in corso. Nel luglio 2020, Lee e Muhyiddin hanno concordato formalmente di riavviare il progetto JB-SG RTS in una cerimonia di firma sulla strada rialzata.

## Vita privata
Lee ha sposato la prima moglie, Wong Ming Yang, un medico di origine malese, il 20 maggio 1978. Hanno una figlia e un figlio, Li Xiuqi, nato nel 1981, e Li Yipeng, nato nel 1982. Tre settimane dopo il parto Wong morì di infarto il 28 ottobre 1982, all'età di 31 anni.
Lee si risposò con Ho Ching nel 1985, una promettente funzionaria pubblica che successivamente divenne direttore esecutivo e amministratore delegato di Temasek Holdings.  Hanno due figli, Li Hongyi e Li Haoyi.  Il loro figlio maggiore, Li Hongyi, era un ufficiale delle forze armate di Singapore (SAF), ed è il vicedirettore della Government Technology Agency. Il figlio minore, Li Haoyi, è un ingegnere informatico.